# Episodi di Luthi e Blanc (terza stagione)
La terza stagione della serie televisiva Luthi e Blanc è stata trasmessa in anteprima in Svizzera da SF 1 tra il 14 ottobre 2001 e il 19 maggio 2002.
| nº | Titolo originale      | Titolo italiano | Prima TV Svizzera | Prima TV Italia |
| -- | --------------------- | --------------- | ----------------- | --------------- |
| 1  | Ich kämpfe um dich    |                 | 14 ottobre 2001   |                 |
| 2  | Mafiahelden           |                 | 21 ottobre 2001   |                 |
| 3  | Kinderjagd            |                 | 28 ottobre 2001   |                 |
| 4  | Mordverdacht          |                 | 4 novembre 2001   |                 |
| 5  | Ohne Ausweg           |                 | 11 novembre 2001  |                 |
| 6  | Blutiger Auftrag      |                 | 18 novembre 2001  |                 |
| 7  | Das Geständnis        |                 | 25 novembre 2001  |                 |
| 8  | Ausgetrickst          |                 | 2 dicembre 2001   |                 |
| 9  | Sturzgeburt           |                 | 9 dicembre 2001   |                 |
| 10 | Millionenloch         |                 | 16 dicembre 2001  |                 |
| 11 | Stille Nacht          |                 | 23 dicembre 2001  |                 |
| 12 | Silvesterbombe        |                 | 30 dicembre 2001  |                 |
| 13 | Computerzauber        |                 | 6 gennaio 2002    |                 |
| 14 | Kampf um Benjamin     |                 | 13 gennaio 2002   |                 |
| 15 | Auferstehung          |                 | 20 gennaio 2002   |                 |
| 16 | Fröhlicher Abschied   |                 | 27 gennaio 2002   |                 |
| 17 | Das letzte Wort       |                 | 3 febbraio 2002   |                 |
| 18 | Das Vermächtnis       |                 | 10 febbraio 2002  |                 |
| 19 | Kampf ums Schloss     |                 | 17 febbraio 2002  |                 |
| 20 | Teufelspakt           |                 | 24 febbraio 2002  |                 |
| 21 | Feuer und Asche       |                 | 3 marzo 2002      |                 |
| 22 | Tante Esther          |                 | 10 marzo 2001     |                 |
| 23 | Die schöne Russin     |                 | 17 marzo 2002     |                 |
| 24 | Bodyguard             |                 | 24 marzo 2002     |                 |
| 25 | Alles oder nichts     |                 | 31 marzo 2002     |                 |
| 26 | Schuld und Sünde      |                 | 7 aprile 2002     |                 |
| 27 | Das schwarze Schaf    |                 | 14 aprile 2002    |                 |
| 28 | Fusionitis            |                 | 21 aprile 2002    |                 |
| 29 | Herz und Schmerz      |                 | 4 maggio 2002     |                 |
| 30 | Schmutziges Geld      |                 | 5 maggio 2002     |                 |
| 31 | Verpasste Gelegenheit |                 | 12 maggio 2002    |                 |
| 32 | Kurzschluss           |                 | 19 maggio 2002    |                 |